# الدوح الصغير
الدوح الصغير قرية سعودية، في محافظة الجموم بمنطقة مكة المكرمة، غرب المملكة العربية السعودية.